# 森徳治 (海軍軍人)
森 徳治（もり とくじ、1891年（明治24年）9月24日 - 1983年（昭和58年）6月3日）は、日本の海軍軍人。最終階級は海軍少将。位階勲等功級は従四位勲二等功三級。

## 経歴
福島県出身。1912年（明治45年）7月、海軍兵学校第40期を卒業し、1913年（大正2年）12月に海軍少尉に任官した。「磐手」「霧島」「周防」各乗組などを経て、1919年（大正8年）12月、海軍大尉に進級して海軍砲術学校高等科学生となった。その後、「桜」「橘」各乗組、「韓崎」分隊長、「第17潜水艦」長兼「第12潜水艦」長、「第33潜水艦」長心得等を歴任し、1923年（大正12年）12月に海軍大学校甲種学生（第23期）となった。1925年（大正14年）12月に海軍少佐に進級し、「呂号第57潜水艦」長に着任し、その後は海軍水雷学校教官などを務めた。1931年（昭和6年）12月に海軍中佐に進級し、「宇治」艦長、第3艦隊参謀、海軍省軍事普及部委員などを歴任した。
1936年（昭和11年）12月に海軍大佐に進級し、内閣情報部情報官を務めた後に、「大鯨」艦長、「八重山」艦長兼第11砲艇隊司令を歴任。1938年（昭和13年）12月に大湊要港部参謀長に転じ、1940年（昭和15年）11月に「摂津」特務艦長を経て、1941年（昭和16年）9月に舞鶴人事部長兼舞鶴鎮守府人事長に就任した。1942年（昭和17年）5月に海軍少将に進級し、1943年（昭和18年）5月に支那方面艦隊司令部附となり、1944年（昭和19年）8月に上海方面特別根拠地隊司令官に着任。上海及び周辺海域の守備に任じ、終戦を迎えた。1946年（昭和21年）4月30日に予備役編入。
1947年（昭和22年）11月28日、公職追放仮指定を受けた。

## 年譜
- 1912年（明治45年）7月17日 - 海軍兵学校卒業、宗谷乗組[2]
- 1913年（大正2年）
  - 5月1日 - 敷島乗組[2]
  - 12月1日 - 海軍少尉、磐手乗組[2]
- 1914年（大正3年）
  - 5月27日 - 第2艦隊附[2]
  - 8月7日 - 磐手乗組[2]
- 1915年（大正4年）
  - 3月17日 - 霧島乗組[2]
  - 12月13日 - 海軍中尉、海軍砲術学校普通科学生[2]
- 1916年（大正5年）
  - 6月1日 - 海軍水雷学校普通科学生[2]
  - 12月1日 - 周防乗組[2]
- 1917年（大正6年）12月1日 - 第3潜水艇隊附[2]
- 1918年（大正7年）
  - 9月10日 - 第2特務艦隊司令部附[2]
  - 11月1日 - 柏乗組[2]
- 1919年（大正8年）
  - 8月5日 - 第11潜水隊附
  - 12月1日 - 海軍大尉、海軍砲術学校高等科学生[2]
- 1920年（大正9年）12月1日 - 桜乗組[2]
- 1921年（大正10年）
  - 3月1日 - 橘乗組[2]
  - 4月30日 - 韓崎分隊長[4]
  - 12月1日 - 第17潜水艦長[4]
- 1922年（大正11年）1月20日 - 兼第12潜水艦長[4]
- 1923年（大正12年）
  - 3月10日 - 第33潜水艦長心得[4]
  - 10月20日 - 佐世保鎮守府附[4]
  - 12月1日 - 海軍大学校甲種学生[4]
- 1925年（大正14年）12月1日 - 海軍少佐、呂号第57潜水艦長[4]
- 1928年（昭和3年）12月10日 - 海軍水雷学校教官[4]
- 1930年（昭和5年）6月1日 - 兼海軍通信学校教官[4]
- 1931年（昭和6年）12月1日 - 海軍中佐[4]
- 1932年（昭和7年）
  - 4月1日 - 宇治艦長[4]
  - 11月15日 - 舞鶴要港部参謀[4]
- 1934年（昭和9年）10月22日 - 第3艦隊参謀[4]
- 1936年（昭和11年）
  - 3月20日 - 軍令部出仕兼海軍省出仕、海軍省軍事普及部委員[4]
  - 12月1日 - 海軍大佐[4]
- 1937年（昭和12年）
  - 9月25日 - 内閣情報部情報官[4]
  - 10月15日 - 免[4]
  - 11月15日 - 大鯨艦長[4]
- 1938年（昭和13年）
  - 5月25日 - 八重山艦長[4]
  - 7月28日 - 兼第11砲艇隊司令[4]
  - 12月15日 - 大湊要港部参謀長[4]
- 1940年（昭和15年）11月28日 - 摂津特務艦長[4]
- 1941年（昭和16年）
  - 9月1日 - 舞鶴鎮守府附[4]
  - 9月10日 - 舞鶴人事部長兼舞鶴鎮守府人事長[4]
- 1942年（昭和17年）5月1日 - 海軍少将[4]
- 1943年（昭和18年）5月5日 - 支那方面艦隊司令部附[4]
- 1944年（昭和19年）8月18日 - 上海方面特別根拠地隊司令官[4]
- 1946年（昭和21年）4月30日 - 予備役[4]